# 霞城セントラル
霞城セントラル（かじょうセントラル）は、山形県山形市にある官民複合型高層ビル。JR山形駅西口に2001年（平成13年）1月1日にオープンした。県、市、エンドウが各3分の1を区分所有し、山形新都心開発が運営・管理を行っている。
現在、山形市内の建築物では最高の高さを誇り、ランドマークとなっている。

## 概要
山形駅西地区（双葉町、城南町）では、1928年（昭和3年）に市の誘致企業である鉄興社（現：東ソー）が操業を始め、主に二酸化マンガンなどを製造していた。増産を重ねることによって設備の増強のほか用地も拡張し、駅に隣接する利点を活かし引き込み線も設け、最盛期の1960年（昭和35年）前後には、1000人超の従業員を抱え県内で最大規模の雇用を創出していた。一帯は、工場のほか国鉄官舎（JR社宅）や機関区に加えて桑畑も広がるような駅裏の表現がピッタリとした場所だった。
しかし、山形新幹線の開業や山形自動車道の延伸工事の進捗から広域交通条件が飛躍的に向上すると同時に、山形駅周辺を利用する人も激増し、”山形の顔”としての機能拡大が求められていた。こうした状況を踏まえ、山形市が策定した山形市中心市街地の整備改善及び商業等の活性化基本計画「街・賑わい・元気プラン」に則り、山形駅周辺整備事業が計画され、その一環として山形駅西土地区画整理事業が施行され、公共が地区のモデルとして先導的に整備を行い、大規模で調和のとれた民間開発を誘引することを目的に西口新都心ビル「霞城セントラル」は建設された。当初、行政サイドには「民間と行政が「5対5」に床面積を折半して入居する」との期待があり、民間診療所の入居話も出た。しかし実際には「3対7」の割合となり、県や山形市が運営するセンターや単位制高校などが入居する公共施設的色合いが強く出た形でのオープンとなった。
2019年（平成31年）4月、山形市が中核市に移行することに伴い、県が担っていた同市の保健所業務が移譲され、3・4階に山形市保健所が入った。
建物は、県、市、ビルの建設に当初から関わった総合商社・双日の完全子会社である山形新都心開発が各3分の1を区分所有していたが、2020年（令和2年）12月21日付けで山形新都心開発は、すべての区分所有権を遠藤商事グループの不動産会社エンドウに譲渡した。オーナーは代わったが、譲渡後も山形新新都心開発がテナントやビルを管理する仕組みの変更はない。

### 事業コンペ
整備手法には県内初となる事業コンペティション方式が採用され、日建・大成グループの提案が採択された。その後、事業主体となる山形新都心開発が設立され、1998年（平成10年）7月に着工、2000年12月に竣工し、21世紀初日の2001年1月1日にオープンした。

### 特徴
ファン等使用することなく、ビル全体で自然換気を行うボイドコアシステムが採用された。これによって、省エネルギーによる環境配慮やビル内の快適性向上ばかりでなく、ボイドコア内のスペースを配管空間としても利用することが可能となり、効率的な空調システムが構築されている。
低層部屋上に屋上庭園を設け、ビル利用者に潤いと安らぎを与えると同時に、夏季は蒸散作用、冬季は断熱作用を利用できる構造とした。ほかに、県内初となる山形熱供給による地域冷暖房施設（コジェネレーション）を備え、霞城セントラルのみならず山形テルサにも熱供給を行っている。
5層吹き抜けで約1,000平方メートルの広さを持つ「アトリウム」（1F。高さは5F分ある。）では、天候に左右されずに多目的に利用することができる。最上階24階にある展望ロビーは無料で開放され、市街地の一望も可能である。また屋上には地元テレビ局が定点カメラを設置している。

### 名称
名称は、1999年（平成11年）6月1日から7月27日まで一般募集され、海外、全国から4716通の応募があった。8月31日に高橋和雄知事、佐藤幸次郎市長などが審査した結果、山形の歴史・風格を感じさせる「霞城」を付けた作品15点が最優秀作品候補に選ばれ、それに県都の中心になるという願いを込め「セントラル」を付けた「霞城セントラル」が名称と決定した。

## 沿革
| 1996年 | 5月14日     | 事業コンペ募集開始                    |
| 1996年 | 11月22日    | 入選案決定（日建・大成グループ）      |
| 1997年 | 7月末       | 基本設計策定                          |
| 1997年 | 8月7日      | 山形新都心開発（株）設立              |
| 1998年 | 3月末       | 実施設計策定                          |
| 1998年 | 7月23日     | 起工式                                |
| 1998年 | 8月28日     | 山形西口ホテル開発（株）設立          |
| 1999年 | 2月10日     | 山形熱供給（株）設立                  |
| 1999年 | 6月 - 7月   | 愛称募集（4,716件）                   |
| 1999年 | 8月31日     | 愛称を「霞城セントラル」に決定        |
| 1999年 | 10月 - 12月 | アートチェアーデザイン募集（803作品） |
| 2000年 | 2月24日     | アートチェアーデザイン選定（5作品）   |
| 2000年 | 4月19日     | 上棟式                                |
| 2000年 | 6月 - 7月   | 次世代タイムカプセル募集（160個）     |
| 2000年 | 10月24日    | 管理組合設立                          |
| 2000年 | 12月2日     | 竣工式                                |
| 2001年 | 1月1日      | グランドオープン                      |

## ビル階層表・入居団体一覧
| 階 | 入居団体・フロア |
| -- | --- |
| R  | 防災ヘリポート、空中回廊 |
| 24 | 山形駅西口ワシントンホテルフロント、旬菜四季ひろぜん、DINING BARグルーム、中華料理紅花楼、展望ロビー |
| 23 | 山形市市民活動支援センター、学習空間mana-vi |
| 22 | 山形市市民活動支援センター、山形県すまい情報センター |
| 21 | 山形駅西口ワシントンホテル客室 |
| 20 | 山形駅西口ワシントンホテル客室 |
| 19 | 山形駅西口ワシントンホテル客室 |
| 18 | スタッフサービス、武田薬品工業 |
| 17 | DNP情報システム、DNPデジタルソリューションズ |
| 16 | EY新日本有限責任監査法人、メフォス山形支店、日本ライフライン山形出張所、キャノンマーケティングジャパン山形営業所 |
| 15 | オリックスグループ |
| 14 | 山形県中小企業団体中央会、山形県商工会連合会 |
| 13 | 山形県火災共済グループ、山形県企業振興公社 |
| 12 | 山形県信用保証協会 |
| 11 | 山形県信用保証協会 |
| 10 | 山形県立霞城学園高等学校、放送大学山形学習センター |
| 9  | 山形県立霞城学園高等学校 |
| 8  | 山形県立霞城学園高等学校 |
| 7  | 山形県立霞城学園高等学校 |
| 6  | 山形県立霞城学園高等学校アリーナ |
| 5  | 山形県立霞城学園高等学校、庭園広場 |
| 4  | 山形市保健所、山形県産業科学館、庭園広場 |
| 3  | 山形市保健所、山形市生活情報センター、山形県産業科学館、アフラック山形支社、中外製薬宮城・山形支店 山形オフィス、太平ビルサービス山形支店 |
| 2  | 山形県産業科学館、パスポートセンター、山形県国際交流センター、山形市国際交流センター、山形市市民課証明コーナー、荘内銀行キャッシュコーナー、スタートアップステーション・ジョージ山形、NOVA山形駅前校、スタジオプリモ山形店、girls mignon、大成建設東北支店山形営業所、大成有楽不動産東北支店山形営業所、アダストリア・ゼネラルサポート山形事務センター |
| 1  | アトリウム（イベント会場）、やまがた観光情報センター、山形市観光案内センター、霞城セントラル郵便局、ファミリーマート山形霞城セントラル店、いのこ家山形田、茶蔵茶房霞城セントラル店、ミラクル ワールドレストラン＆バー、キャッシュサービスプラザ、ツクイスタッフ山形支店、山形新都心開発、東芝エレベータ山形営業所、山形熱供給                          |
| B1 | 駐車場 |
| B2 | マルチプレックスシアター 山形ソラリス（シネマコンプレックス） |

- 公共駐車場 約350台（他に附属義務駐車場（約60台）有）
- 駐輪場 約2,000台（バイク含）

## 放送送信設備
屋上には、2002年（平成14年）6月28日に予備免許が交付され、10月18日に本免許（無線局免許状）が交付されたコミュニティ放送局「やまがたシティエフエム」の送信所が設置されていた。しかし、同局は2016年（平成28年）7月21日で放送を終了し、22日に廃局となった。
| 放送局名                               | 識別信号                                                  | 周波数  | 空中線電力 | ERP  | 放送対象地域     | 放送区域内世帯数          | 開局日         | 閉局日        |
| -------------------------------------- | --------------------------------------------------------- | ------- | ---------- | ---- | ---------------- | ------------------------- | -------------- | ------------- |
| やまがたシティエフエム 愛称「Vigo FM」 | JOZZ2AT-FM(コールサイン) やまがたしてぃえふえむ(呼出名称) | 78.8MHz | 20W        | 9.7W | 山形市の一部地域 | 7万9565世帯 カバー率82.4% | 2002年10月21日 | 2016年7月21日 |

## アクセス
- JR山形駅より徒歩2分。
- 山形駅前バスターミナル（山形駅東口駅前広場）より徒歩3分。
- 山形自動車道 山形蔵王IC・東北中央自動車道 山形中央ICより車で約15分

## 周辺
- 山形テルサ
- 山形県総合文化芸術館
- 山形城址（霞城公園）
- 山形県立博物館
  - 山形県立博物館教育資料館
  - 旧済生館本館

## ギャラリー

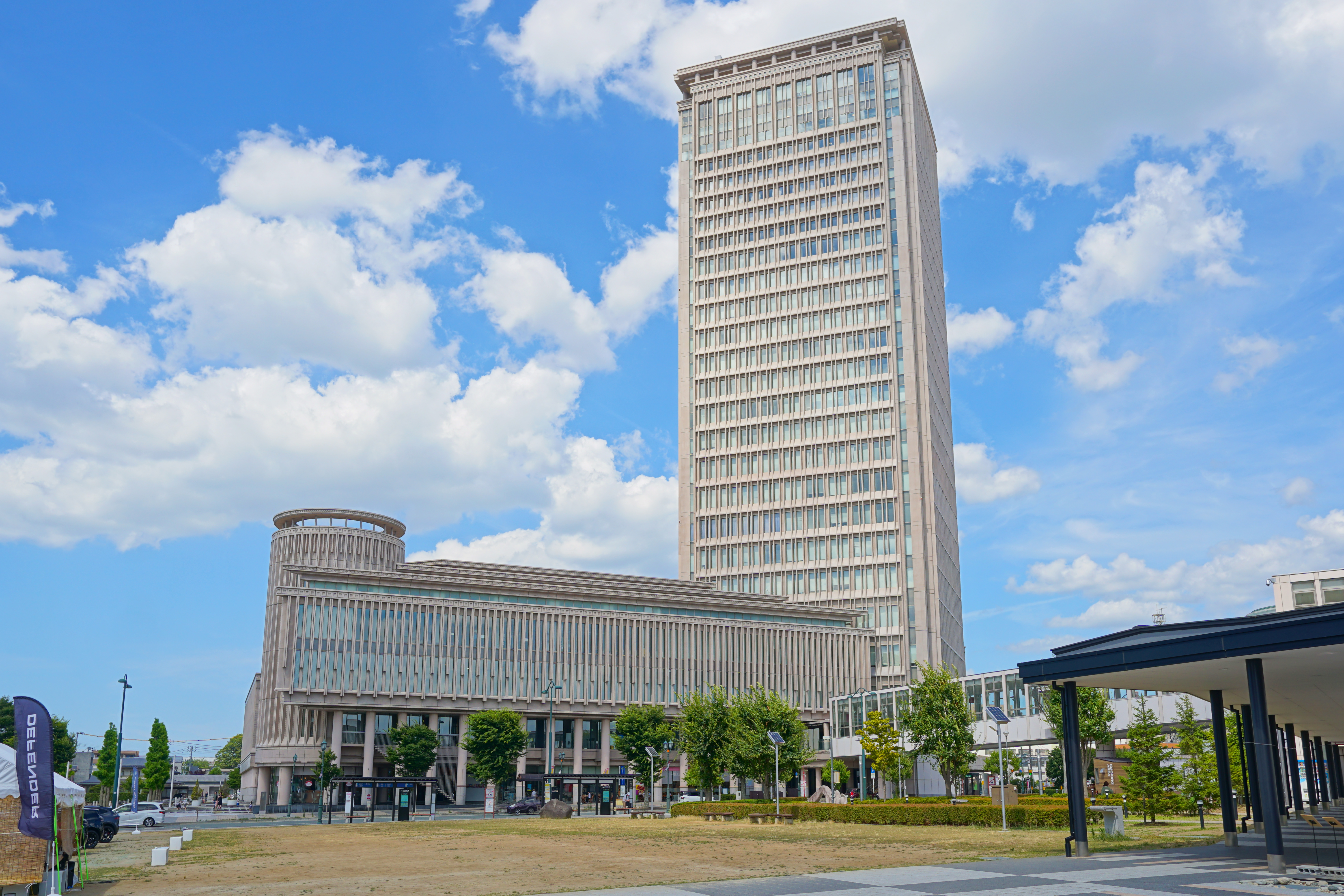
遠景
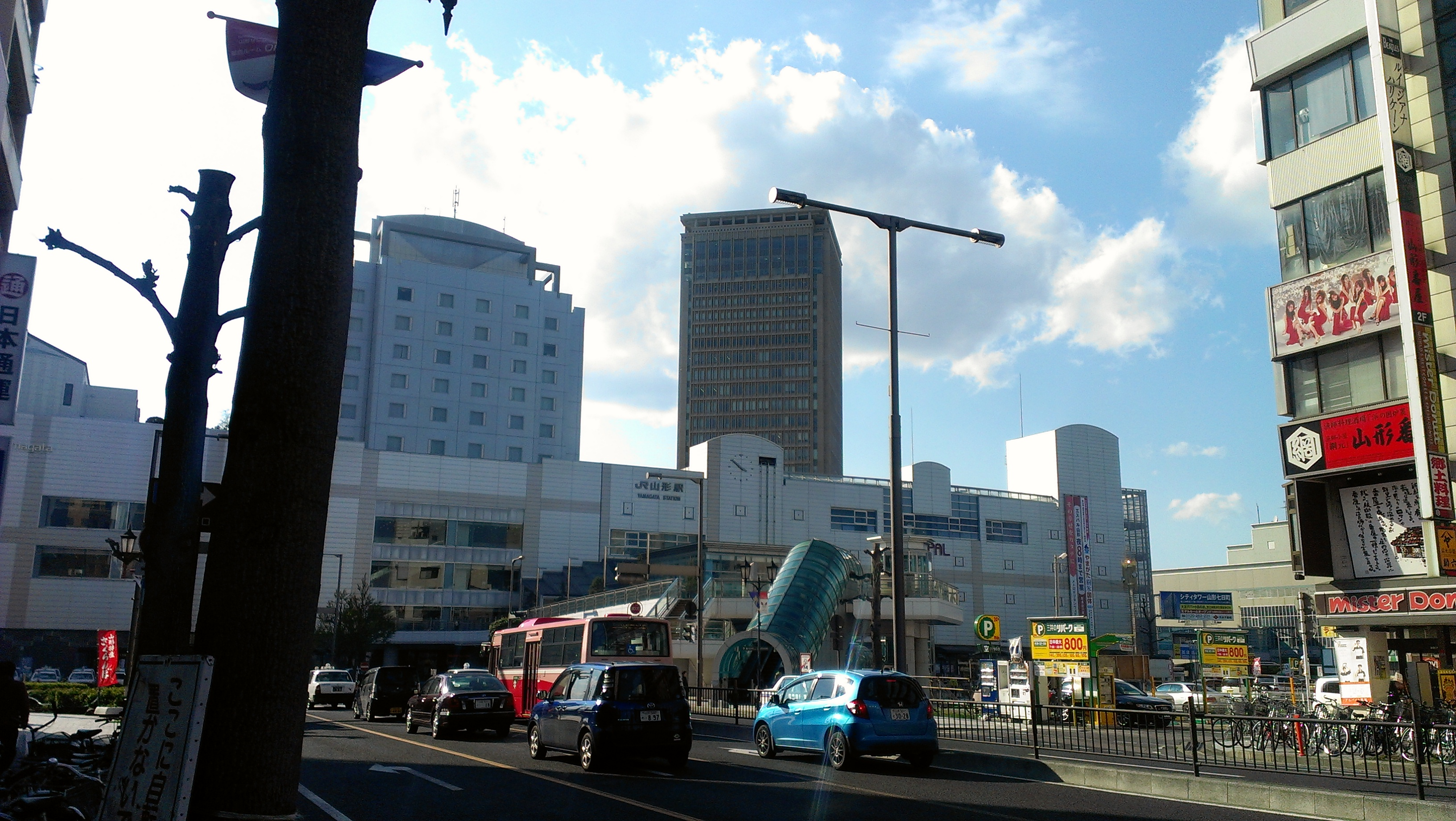
山形駅東口より
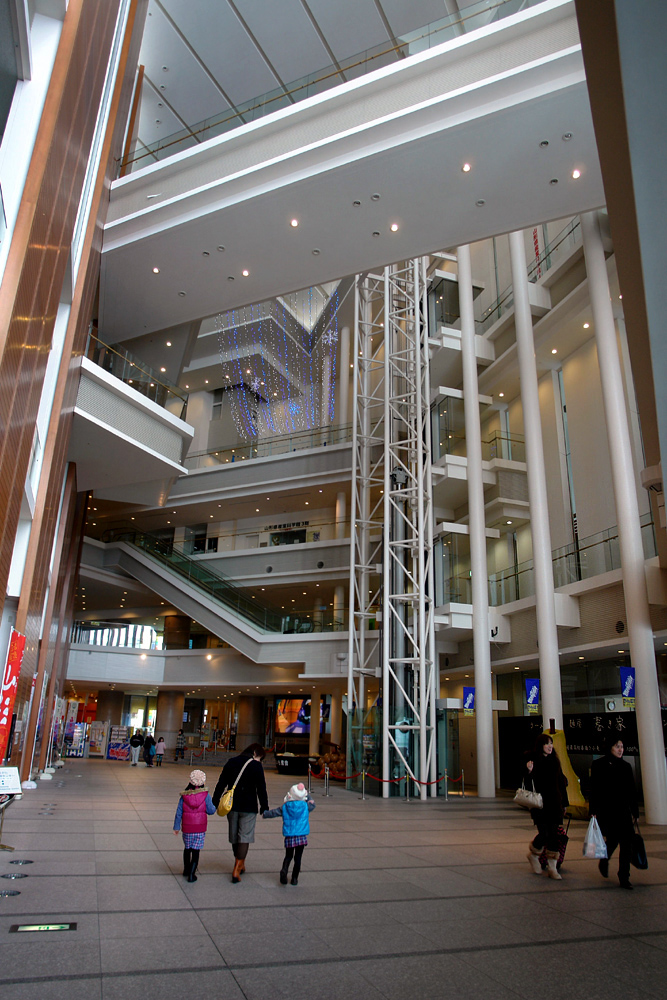
コミュニケーション・アトリウム
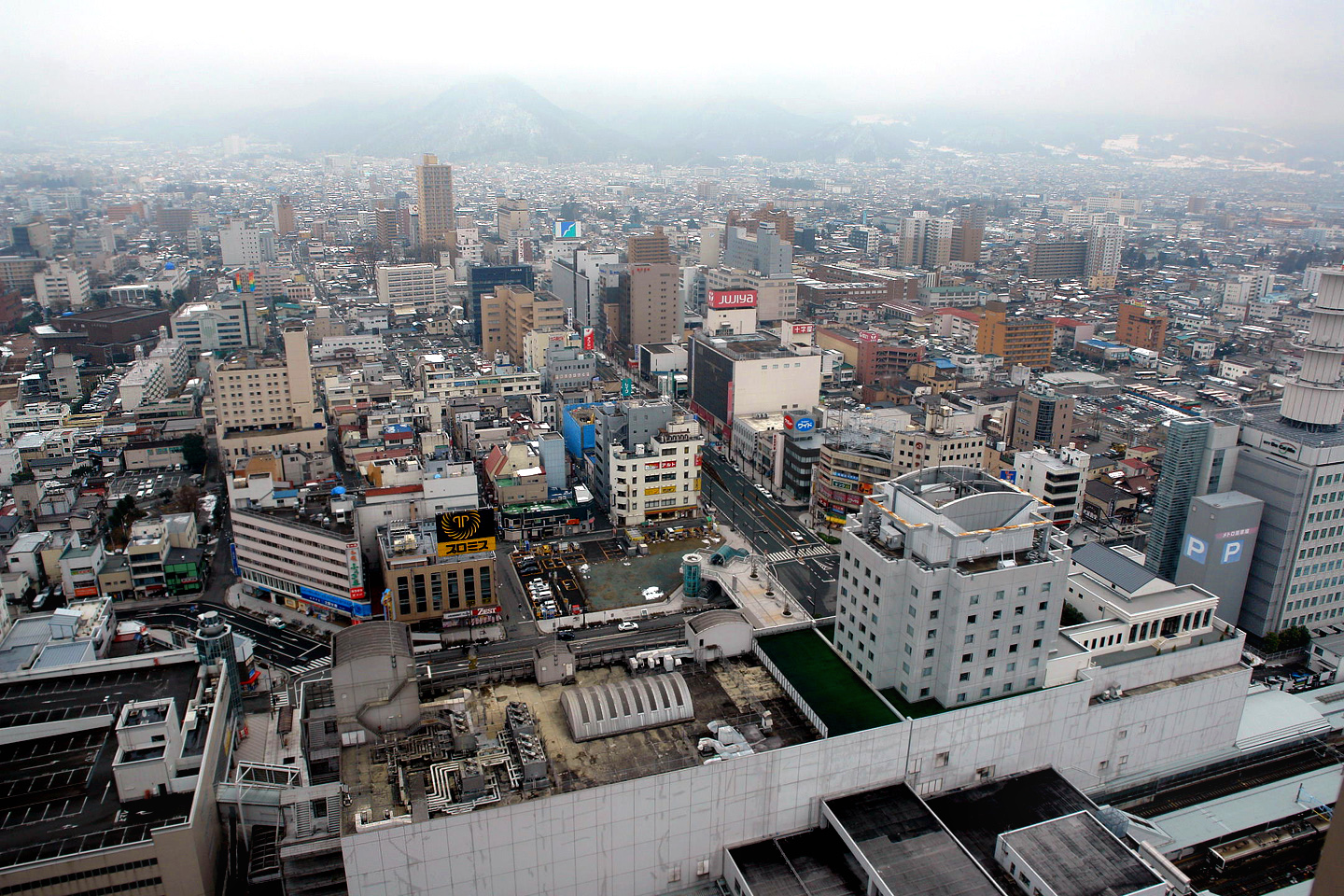
展望台からの眺め
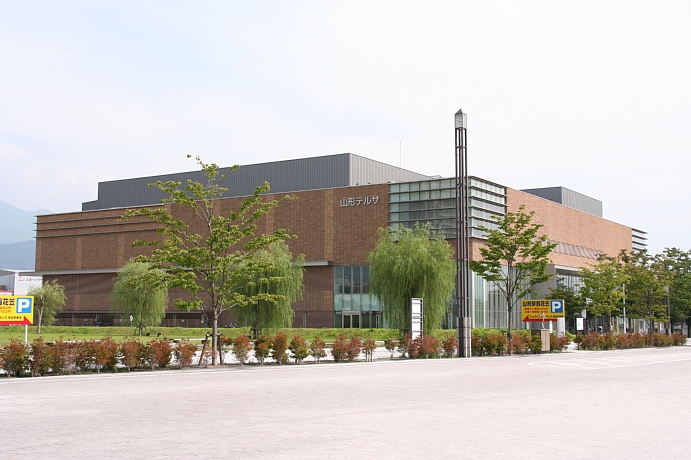
山形テルサ
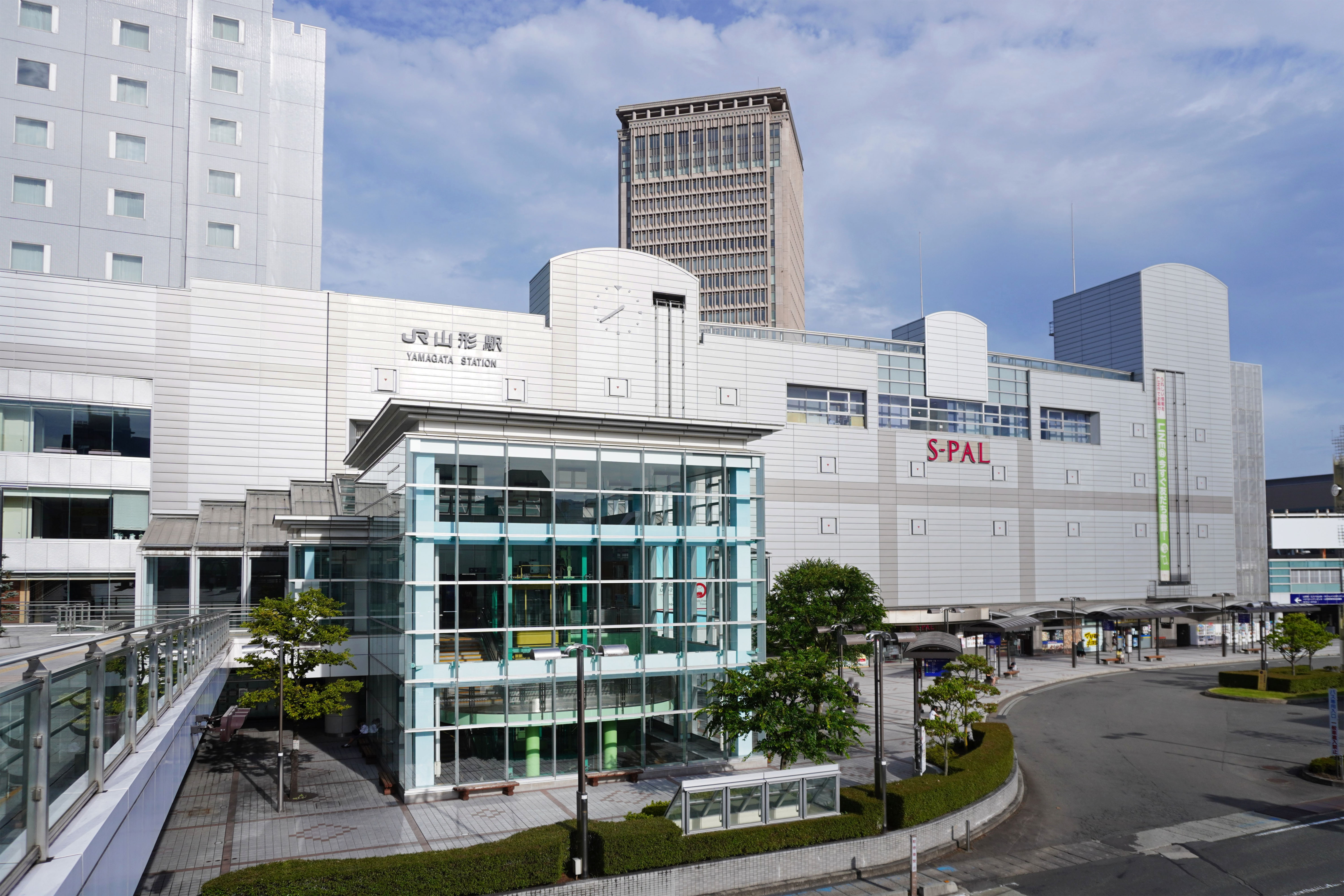
山形駅